# Кастельдідоне
Кастельдідоне (італ. Casteldidone) — муніципалітет в Італії, у регіоні Ломбардія,  провінція Кремона.
Кастельдідоне розташоване на відстані близько 400 км на північний захід від Рима, 105 км на південний схід від Мілана, 30 км на схід від Кремони.
Населення — 590 осіб (2014).

## Демографія
Населення за роками:

Станом на 1 січня 2023 року в муніципалітеті офіційно проживали 104 іноземці з 7 країн, серед них 15 громадян країн Євросоюзу.

## Сусідні муніципалітети
- Казальмаджоре
- Мартіньяна-ді-По
- П'ядена
- Ривароло-дель-Ре-ед-Уніті
- Ривароло-Мантовано
- Сан-Джованні-ін-Кроче